# Papyrus 125

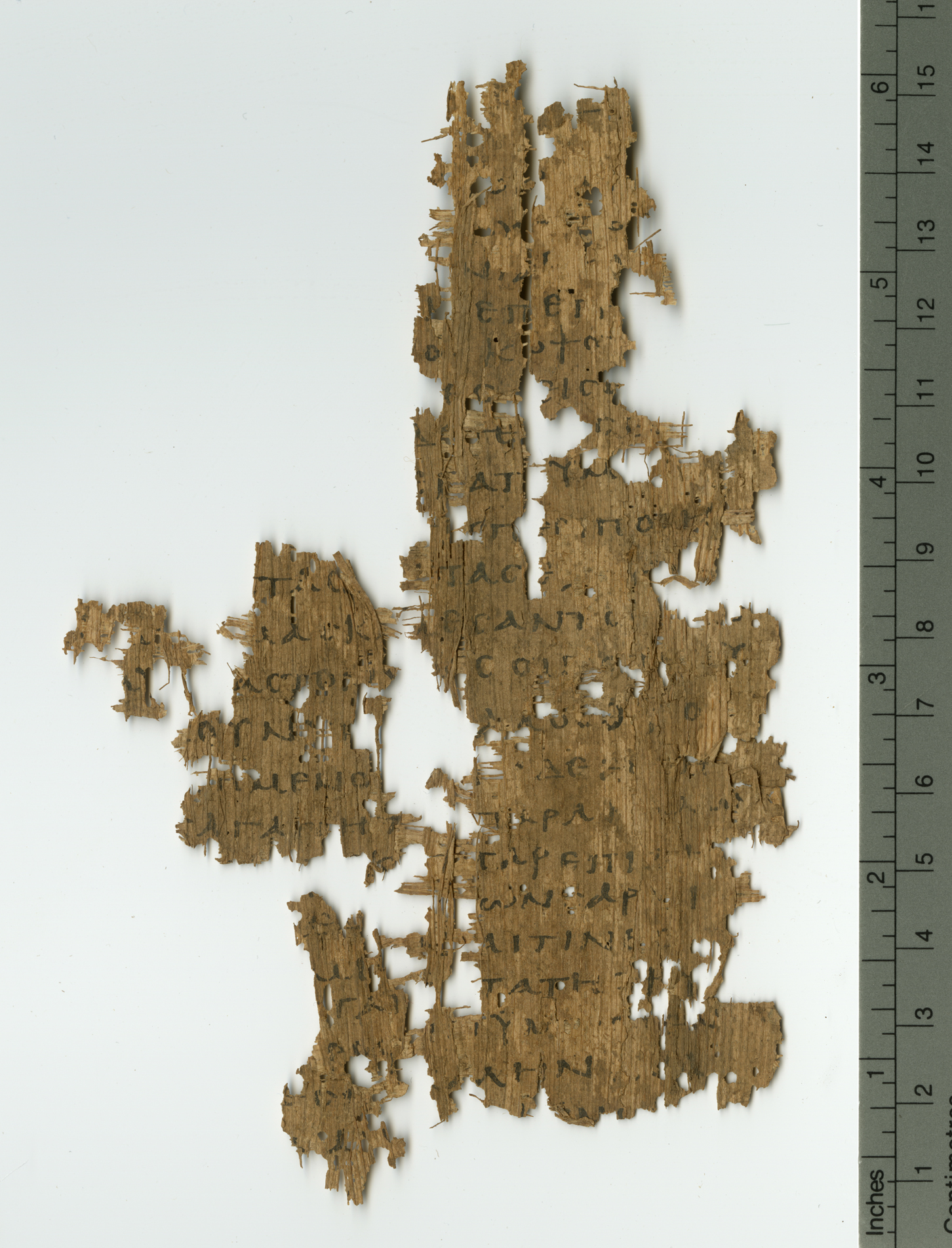
Papyrus 125 verso

Papyrus 125 (volgens de nummering van Gregory-Aland) of {\displaystyle {\mathfrak {P}}^{125}}, of P.Oxy. 4934, is een oud Grieks afschrift van het Nieuwe Testament op papyrus. Er zijn nog fragmenten over. Het bevat 1 Petrus 1:1-4; 6-9; er zijn slechts twee fragmenten van hetzelfde blad bewaard gebleven. Op grond van het schrifttype wordt een ontstaan in de 3e eeuw aangenomen.
Het wordt bewaard in de Papyrologie-afdeling van de Art, Archaeology and Ancient World Library in Oxford, Verenigd Koninkrijk, nr 4934.

### Officiële registratie
- "Continuation of the Manuscript List" Institute for New Testament Textual Research, Universiteit van Münster. Retrieved April 9, 2008